# Black & White 2
«Black and White 2» — компьютерная игра разработанная компанией Lionhead Studios и выпущенная в продажу EA Games. Игра является смесью стратегии в реальном времени, градостроительного симулятора и симулятора бога. Является продолжением игры «Black & White». Главный дизайнер игры, Рон Миллар, раньше работал на Blizzard Entertainment над известными играми «StarCraft» и «Warcraft II: Tides of Darkness». В 2006 году вышло дополнение под названием «Battle of the Gods» (рус. Битва богов).

## Обзор
Как и в первой игре, игрок является божеством, вызванным с небес на помощь нуждающимся. Многое изменилось в Эдеме со времён первой части игры. Игрок единственный бог, но остались Существа (Титаны). Игроку поклоняется лишь один народ, который он должен воспитывать на своё усмотрение (добро или зло). У игрока также есть существо, являющееся физическим воплощением его воли, которое принимает форму человекоподобной коровы, льва, обезьяны или волка (возможно также добавить в игру тигра). Существо может вырасти до 11-метровой высоты. Поведение существа сильно зависит от отношения к нему (поведению) игрока, а также от действия игрока.
В отличие от предшественницы, «Black and White 2» имеет элементы стратегии в реальном времени, где игрок может тренировать и управлять войсками племени.
Интерфейс игры стал более стандартным, в отличие от первой игры, где не было никаких меню или иконок.
В игре всего четыре народа: викинги, ацтеки, японцы и греки. Племя игрока принадлежит к греческому народу. Так же встречаются египтяне, но ацтеки столь давно покорили их, что египтяне забыли, что такое свобода и стали частью империи ацтеков.
Как и прежде, игрок может создавать чудеса (заклинания) с помощью руки-курсора. Это можно сделать либо используя ту же систему жестов что и в первой игре либо используя стандартный интерфейс. В игре 6 обычных чудес: огонь, молния, вода, щит, исцеление и метеор, и 4 эпических: ураган, сирена, землетрясение и вулкан.
Стратегия игрока зависит от избранного пути. Злому божеству по душе мучения людей и захваты вражеских городов огромными армиями. Доброе же божество уделяет львиную долю внимания своему народу, заботясь о всех их нуждах и увеличивая культурный уровень городов с целью заставить людей других деревень иммигрировать в свой город.

## Особенности и новшества
- Развитие людей проходит в больших городах, где они проживают за надёжной каменной стеной. На смену примитивным деревенским хижинам пришли кирпичные дома.
- В отличие от первой части, компьютерный враг стал вести более жёсткую и агрессивную тактику сражения. Игроку предстоит продумать хорошие стратегические ходы для победы над соперником.
- Виртуальная вселенная теперь состоит из одиннадцати новых миров, где проживают пять уникальных племён. Будущее этих локаций и людей полностью в руках игрока.
- Божественные силы возросли за счёт внесения новых заклинаний "Землетрясение" и "Вулкан". Первое может уничтожить большой город за считанные секунды, а второе способно залить смертельной лавой.

## Сюжет
Игрок возвращается в мир Эдема (судя по всему действия игры происходят через некоторое время после событий первой части. На островах можно видеть оставшиеся следы деятельности убитого Немезиса) следуя пути «чистой молитвы» и обнаруживает огромный греческий город (самому такой отстроить будет очень сложно), на который напала не менее огромная ацтекская армия (очевидно верующие в убитого в 1 части сумасшедшего бога Немезиса, имеющие намерения отомстить за гибель своего хозяина и, по-видимому, готовящиеся возродить его). После того как игроку удаётся спасти небольшое количество греков, они попадают на другой остров, где игрок проходит обучение (Советники игрока — добро и зло, старец с нимбом на облаке и демон, обучают игрока управлению армией и строительством, а также взаимодействию со своим Существом — «Титаном») и становится на тернистый путь к восстановлению былого могущества своего народа и естественно, самого себя. Главной целью в игре является уничтожение великой ацтекской империи. Но для этого игроку придётся пройти через земли викингов (норвежцев) и японцев, попутно покорив эти народы. После победы над ацтеками, они призывают бога (видимо сильно преобразившегося после поражения в первой части Немезиса) и на этом игра заканчивается.

### Существо
Существо это, как и в первой части, воплощение вашей силы. Воспитывается методом «кнута и пряника», например, если ударить существо съевшее камень оно будет стараться больше их не есть, а если погладить существо, то наоборот — оно будет стараться есть побольше камней.
Появился срок переваривания еды. Теперь, если существо съело несколько людей, то в случае дефекации или отрыжки непереваренные люди выживут. То же правило для случайно съеденных существом ресурсов.
Также существо приобрело, в отличие от первой части «стальной желудок»: теперь оно без последствий может есть куски домов, камни, деревья, бочки и прочее, что никак не сказывается на существе. Правда, в случае дефекации или отрыжки большая часть такой «пищи» покинет организм существа в первозданном виде.
В любительской модификации «Super Creature» существо имеет огромный размер и без проблем берёт в руки и пожирает целиком дома. Правда, дефекация этого существа означает катастрофу и конец игры.

## Отзывы
| Сводный рейтинг | Сводный рейтинг |
| Агрегатор       | Оценка          |
| --------------- | --------------- |
| GameRankings    | 76,08 %         |